# Malemort-sur-Corrèze (tổng)
Tổng Malemort-sur-Corrèze là một tổng của Pháp tọa lạc tại tỉnh Corrèze trong vùng Lumousin.

## Địa lý
Tổng này được tổ chức xung quanh Malemort-sur-Corrèze trong quận Brive-la-Gaillarde. Độ cao khu vực này là 90 m (Varetz) đến 389 m (Venarsal) độ cao trung bình trên mực nước biển là 160 m.

## Hành chính
| Giai đoạn | Ủy viên        | Đảng | Tư cách |
| --------- | -------------- | ---- | ------- |
| 2004-2011 | Robert Penalva | PS   |         |

### Kết quả bầu cử tổng này ngày 21 tháng 3 năm 2004
- Robert Penalva (PS), thị trưởng Malemort-sur-Corrèze
- Serge Marini (UMP)
- Martine Audebert (PCF)
- Jean-Louis Crouzevialle (Parti des travailleurs)
- Eloi Lalle (FN)
- Jean-Claude Deschamps (UDF)
- Pierre Degas (Đảng xanh), thị trưởng Dampniat

## Phân chia đơn vị hành chính
Tổng Malemort-sur-Corrèze được chia thành 6 xã và khoảng 13 004 người (điều tra dân số năm 1999 không tính trùng dân số).
| Xã                    | Dân số | Mã bưu chính | Mã insee |
| --------------------- | ------ | ------------ | -------- |
| La Chapelle-aux-Brocs | 342    | 19360        | 19043    |
| Dampniat              | 580    | 19360        | 19068    |
| Malemort-sur-Corrèze  | 6 535  | 19360        | 19123    |
| Ussac                 | 3 260  | 19270        | 19274    |
| Varetz                | 1 918  | 19240        | 19278    |
| Venarsal              | 369    | 19360        | 19282    |

## Thông tin nhân khẩu
| 1962                                                     | 1968  | 1975  | 1982   | 1990   | 1999   |
| -------------------------------------------------------- | ----- | ----- | ------ | ------ | ------ |
| 5 686                                                    | 6 599 | 8 622 | 10 763 | 12 355 | 13 004 |
| Nombre retenu à partir de 1962 : dân số không tính trùng |       |       |        |        |        |